# Ambussel-See
Der Ambussel-See ist ein See auf dem Lossongonoi-Plateau, in der Massai-Steppe Tansanias. Er befindet sich etwa 22 km südwestlich des Nyumba ya Mungu Reservoir auf einer Höhe von 939 m.